# Ангармонічні коливання
Ангармоні́чні колива́ння — періодичні коливання, в яких коливна величина змінюється за несинусоїдальним законом (див. гармонічні коливання). Ангармонічні коливання можна уявити як накладання великого числа коливань, частоти яких кратні найменшій частоті. Остання називається основною, а всі вищі за неї — гармоніками.
На відміну від гармонічних коливань, частота ангармонічних коливань залежить від амплітуди.

## Комбінаційні частоти
Якщо в певній коливній системі в лінійному наближенні є кілька нормальних мод коливань з частотами {\displaystyle \omega _{\alpha }}, де {\displaystyle \alpha =1,\ldots ,s}, то при ангармонічних коливаннях в першому наближенні теорії збурень окрім коливань з частотами, кратними частотам нормальних коливань, з'являються також частоти {\displaystyle \omega _{\alpha }\pm \omega _{\beta }}, які називають комбінаційними частотами.